# Alchemilla pseudincisa
Alchemilla pseudincisa é uma espécie de rosácea do gênero Alchemilla, pertencente à família Rosaceae.